# Deutsche Olympiaqualifikation 1960/Sommerspiele/Schwimmbeckenwettbewerbe
Dieser Artikel beschreibt die Ergebnisse der Ausscheidungswettkämpfe im Schwimmen, Wasserspringen und Wasserball zur Bildung der gesamtdeutschen Mannschaft bei den Olympischen Sommerspielen 1960 in Rom.
Im Schwimmen gab es zwei Ausscheidungswettkämpfe, die am 2./3. Juli im Münchener Dantebad und am 13./14. Juli in Leipzig ausgetragen wurden. Dabei wurden die erzielten Zeiten addiert. Mit Rücksicht auf Hans Zierold, der aus der DDR geflohen war, wurde die zweite Ausscheidung für die 4 × 200-m-Freistilstaffel am 27. Juli im schwedischen Uppsala ausgetragen. Einen Tag später fand dort auch ein notwendig gewordenes Entscheidungsspiel im Wasserball statt.
Auch im Wasserspringen gab es zwei Ausscheidungswettkämpfe, die am 28./29. Juni in Bad Kissingen sowie zusammen mit den Schwimmern am 13./14. Juli in Leipzig ausgetragen wurden. Dabei wurden die Platzziffern addiert. Hierbei wurde mit Rücksicht auf den ebenfalls geflohenen Herbert Barendt der zweite Wettkampf im Turmspringen nach Wien verlegt, der dort am 27. Juli stattfand.

## Ergebnisse

### Schwimmen

#### Männer

##### 100 m Kraul
Die Wettkämpfe fanden am 2. Juli in München und am 13. Juli in Leipzig statt.
| * | Name         | Zeit (s)    | * | in Rom     |
| - | ------------ | ----------- | - | ---------- |
| 1 | Paul Voell   | 58,2 + 57,6 | w | Halbfinale |
| 2 | Uwe Jacobsen | 58,2 + 57,7 | w | Halbfinale |

##### 400 m Kraul
Die Wettkämpfe fanden am 2. Juli in München und am 13. Juli in Leipzig statt.
| * | Name               | Zeit (min)      | * | in Rom  |
| - | ------------------ | --------------- | - | ------- |
| 1 | Hans-Joachim Klein | 4:35,0 + 4:29,7 | w | Vorlauf |
| 2 | Gerhard Hetz       | 4:34,4 + 4:32,1 | w | Vorlauf |

##### 1500 m Kraul
Die Wettkämpfe fanden am 3. Juli in München und am 14. Juli in Leipzig statt.
| * | Name               | Zeit (min)              | * | in Rom                             |
| - | ------------------ | ----------------------- | - | ---------------------------------- |
| 1 | Gerhard Hetz       | 18:17,1 DR + 18:00,5 DR | w | Vorlauf                            |
| 2 | Hans-Joachim Klein | 18:27,8 + 18:18,7       | w | statt Klein wurde Millow nominiert |
| 3 | Hans-Ulrich Millow | 18:28,9 + 18:18,2       | o | Vorlauf                            |

##### 100 m Rücken
Die Wettkämpfe fanden am 3. Juli in München und am 14. Juli in Leipzig statt.
| * | Name            | Zeit (min)         | * | in Rom     |
| - | --------------- | ------------------ | - | ---------- |
| 1 | Wolfgang Wagner | 1:03,6 + 1:03,2 DR | o | 6. Platz   |
| 2 | Jürgen Dietze   | 1:03,6 + 1:03,3    | o | Halbfinale |

##### 200 m Schmetterling
Die Wettkämpfe fanden am 2. Juli in München und am 13. Juli in Leipzig statt.
| * | Name            | Zeit (min)      | * | in Rom     |
| - | --------------- | --------------- | - | ---------- |
| 1 | Wolfgang Sieber | 2:25,5 + 2:23,6 | o | Vorlauf    |
| 2 | Jürgen Bachmann | 2:27,5 + 2:23,6 | o | Halbfinale |

##### 200 m Brust
Die Wettkämpfe fanden am 2. Juli in München und am 13. Juli in Leipzig statt.
| * | Name           | Zeit (min)      | * | in Rom   |
| - | -------------- | --------------- | - | -------- |
| 1 | Egon Henninger | 2:41,0 + 2:38,7 | o | 4. Platz |
| 2 | Konrad Enke    | 2:40,8 + 2:39,7 | o | Vorlauf  |

##### 4 × 200 m Freistil
Die Ausscheidungen fanden am 2. Juli in München und am 27. Juli in Uppsala als Einzelschwimmen über 200 m Freistil statt. Dabei qualifizierten sich die besten Vier für die Staffel.
| * | Name               | Zeit (min)      | * |
| - | ------------------ | --------------- | - |
| 1 | Hans-Joachim Klein | 2:06,1 + 2:07,6 | w |
| 2 | Gerhard Hetz       | 2:06,4 + 2:08,8 | w |
| 3 | Hans Zierold       | 2:11,3 + 2:09,8 | w |
|   | Frank Wiegand      | - + 2:08,1      | o |

Die Staffel belegte in Rom den 7. Platz.

##### 4 × 100 m Lagen
Für die beiden bei der Olympiade geschwommenen Einzelstrecken 100 m Rücken und 100 m Kraul wurden die in Rom jeweils schnellsten Schwimmer ausgewählt. Das war beim Rückenschwimmen der Ostdeutsche Wolfgang Wagner und beim Freistilschwimmen der Westdeutsche Uwe Jacobsen.
Für die beiden weiteren Stilarten gab es Ausscheidungsschwimmen, die im Rahmen der anderen Wettkämpfe am 3. Juli in München und am 14. Juli in Leipzig ausgetragen wurden. Über 100 m Schmetterling setzte sich der Westdeutsche Hermann Lotter mit Zeiten von 1:04,4 und 1:04,0 durch. In Leipzig gewann dabei der Ostdeutsche Horst-Günter Gregor, dem allerdings auch seine deutsche Rekordzeit von 1:03,9 nichts nützte. Im ersten Schwimmen war der aus der DDR geflohene Hans Zierold Dritter geworden, der dann seine (geringen) Chancen aber nicht mehr wahrnahm. Über 100 m Brust setzte sich der Ostdeutsche Günter Tittes mit Zeiten von 1:13,0 und ? durch.
In Rom schied die deutsche Lagenstaffel im Vorlauf aus.

#### Frauen

##### 100 m Kraul und 4 × 100 m Kraul
Die Wettkämpfe fanden am 3. Juli in München und am 14. Juli in Leipzig statt. Die ersten beiden Schwimmerinnen qualifizierten sich für das Einzelschwimmen und die ersten vier für die Staffel.
| * | Name             | Zeit (min)         | * | in Rom     |
| - | ---------------- | ------------------ | - | ---------- |
| 1 | Ursel Brunner    | 1:04,8 + 1:04,4 DR | w | Halbfinale |
| 2 | Heidi Pechstein  | 1:07,3 + 1:04,4 DR | o | Halbfinale |
|   | Christel Steffin | 1:05,4 + ?         | o |            |
|   | Gisela Weiß      | 1:06,4 + ?         | o |            |

Die Staffel gewann in Rom Bronze.

##### 400 m Kraul
Die Wettkämpfe fanden am 2. Juli in München und am 13. Juli in Leipzig statt.
| * | Name          | Zeit (min)      | * | in Rom  |
| - | ------------- | --------------- | - | ------- |
| 1 | Ursel Brunner | 5:07,3 + 5:04,3 | w | Vorlauf |
| 2 | Gisela Weiß   | 5:12,4 + 5:06,4 | o | Vorlauf |

##### 100 m Rücken
Die Wettkämpfe fanden am 2. Juli in München und am 13. Juli in Leipzig statt.
| * | Name           | Zeit (min)      | * | in Rom  |
| - | -------------- | --------------- | - | ------- |
| 1 | Ingrid Schmidt | 1:12,2 + 1:11,4 | o | Vorlauf |
| 2 | Helga Schmidt  | 1:13,0 + 1:13,1 | w | Vorlauf |

##### 100 m Schmetterling
Die Wettkämpfe fanden am 2. Juli in München und am 13. Juli in Leipzig statt.
| * | Name               | Zeit (min)         | * | in Rom  |
| - | ------------------ | ------------------ | - | ------- |
| 1 | Heidi Eisenschmidt | 1:12,4 + 1:12,9    | o | Vorlauf |
| 2 | Bärbel Fuhrmann    | 1:14,6 + 1:11,4 DR | o | Vorlauf |

##### 200 m Brust
Die Wettkämpfe fanden am 2. Juli in München und am 13. Juli in Leipzig statt.
| * | Name              | Zeit (min)      | * | in Rom |
| - | ----------------- | --------------- | - | ------ |
| 1 | Wiltrud Urselmann | 2:54,7 + 2:51,8 | w | Silber |
| 2 | Barbara Göbel     | 2:54,5 + 2:52,6 | o | Bronze |

##### 4 × 100 m Lagen
Für die drei bei der Olympiade geschwommenen Einzelstrecken 100 m Rücken, 100 m Schmetterling und 100 m Kraul wurden die in Rom jeweils schnellsten Schwimmerinnen ausgewählt. Das war beim Rückenschwimmen die Ostdeutsche Ingrid Schmidt, beim Schmetterlingschwimmen die Ostdeutsche Bärbel Fuhrmann und beim Freistilschwimmen die Westdeutsche Ursel Brunner.
Für die 100-m-Brust-Strecke gab es zwei Ausscheidungsschwimmen, die im Rahmen der anderen Wettkämpfe am 3. Juli in München und am 14. Juli in Leipzig ausgetragen wurden. Dabei setzte sich die Ostdeutsche Ursula Küper mit Zeiten von 1:21,6 min und 1:19,0 min durch, wobei die letztere Zeit Weltrekord bedeutete.
In Rom gewann die Staffel Bronze.

### Wasserspringen

#### Männer

##### Kunstspringen
Die Wettkämpfe fanden am 28. Juni in Bad Kissingen und am 13. Juli in Leipzig statt.
| * | Name               | Pz | * | in Rom     |
| - | ------------------ | -- | - | ---------- |
| 1 | Rudi Oertel        | 3  | o | Halbfinale |
| 2 | Hans-Dieter Pophal | 5  | o | 8. Platz   |

##### Turmspringen
Die Wettkämpfe fanden am 29. Juni in Bad Kissingen und am 27. Juli in Wien statt.
| * | Name          | Pz | * | in Rom   |
| - | ------------- | -- | - | -------- |
| 1 | Rolf Sperling | 2  | o | 5. Platz |
| 2 | Fritz Enskat  | 4  | w | 7. Platz |

#### Frauen

##### Kunstspringen
Die Wettkämpfe fanden am 28. Juni in Bad Kissingen und am 13. Juli in Leipzig statt.
| * | Name            | Pz | * | in Rom     |
| - | --------------- | -- | - | ---------- |
| 1 | Ingrid Krämer   | 2  | o | Gold       |
| 2 | Waltraud Oertel | 7  | o | Halbfinale |

##### Turmspringen
Die Wettkämpfe fanden am 29. Juni in Bad Kissingen und am 14. Juli in Leipzig statt.
| * | Name            | Pz | * | in Rom   |
| - | --------------- | -- | - | -------- |
| 1 | Ingrid Krämer   | 2  | o | Gold     |
| 2 | Gabriele Schöpe | 5  | o | Vorrunde |

### Wasserball
Es wurden jeweils zwei Ausscheidungsspiele am 21. und 22. Mai in Wuppertal sowie am 28. und 29. Mai in Leipzig ausgetragen. Die beiden Spiele in Wuppertal gewann die Westauswahl mit 4:3 und 4:2, während die beiden Spiele in Leipzig von der Ostauswahl mit 5:4 und 6:4 gewonnen wurden. Nicht mit nach Leipzig gereist waren die beiden westdeutschen Spieler Hans Hoffmeister und Lajos Nagy, die aus der DDR bzw. aus Ungarn geflohen waren. Da nach diesen vier Spielen Punkt- und Torgleichheit bestand, wurde am 28. Juli ein Entscheidungsspiel im schwedischen Uppsala ausgetragen, welches die Westauswahl mit 3:1 gewann.
Da die deutsche Wasserballmannschaft bei der Olympiade 1956 den 6. Platz belegt hatte, war damit die westdeutsche Auswahl direkt für Rom qualifiziert, wo sie (wiederum) den 6. Platz belegte.